# چال‌سرا
چال‌سرا، روستایی در دهستان ده پایین بخش مرکزی شهرستان ایلام در استان ایلام ایران است. این روستا، مرکز دهستان ده پایین است.

## جمعیت
بر پایه سرشماری عمومی نفوس و مسکن در سال ۱۳۹۵، جمعیت این روستا برابر با ۴٬۴۸۰ نفر (۱٬۲۴۱ خانوار) بوده‌است.